# Earlington (Kentucky)
Pour les articles homonymes, voir Earlington.
Earlington est une ville américaine située dans le comté de Hopkins, dans le Kentucky. Selon le recensement de 2020, sa population est de 1 257 habitants.